# 스베틀라나 라피나
스베틀라나 미하일로프나 라피나(러시아어: Светлана Михайловна Лапина, 1978년 4월 12일 ~ )는 러시아의 육상 선수이다.
그녀는 1999년 세비야 세계 선수권 대회에서 동메달을 획득했다.

## 인물 정보
스베틀라나 라피나는 1978년 4월 12일에 마하치칼라에서 태어났다. 그녀는 다게스탄 교육학 연구소를 졸업했다.
그녀는 1996년 세계 주니어 선수권 대회 높이뛰기에서 동메달을 획득했다. 라피나는 1999년 세계 육상 선수권 대회에서 동메달을 획득했고 1999년 하계 유니버시아드 대회에서 은메달을 획득했다.